# Veduta del porto di Napoli

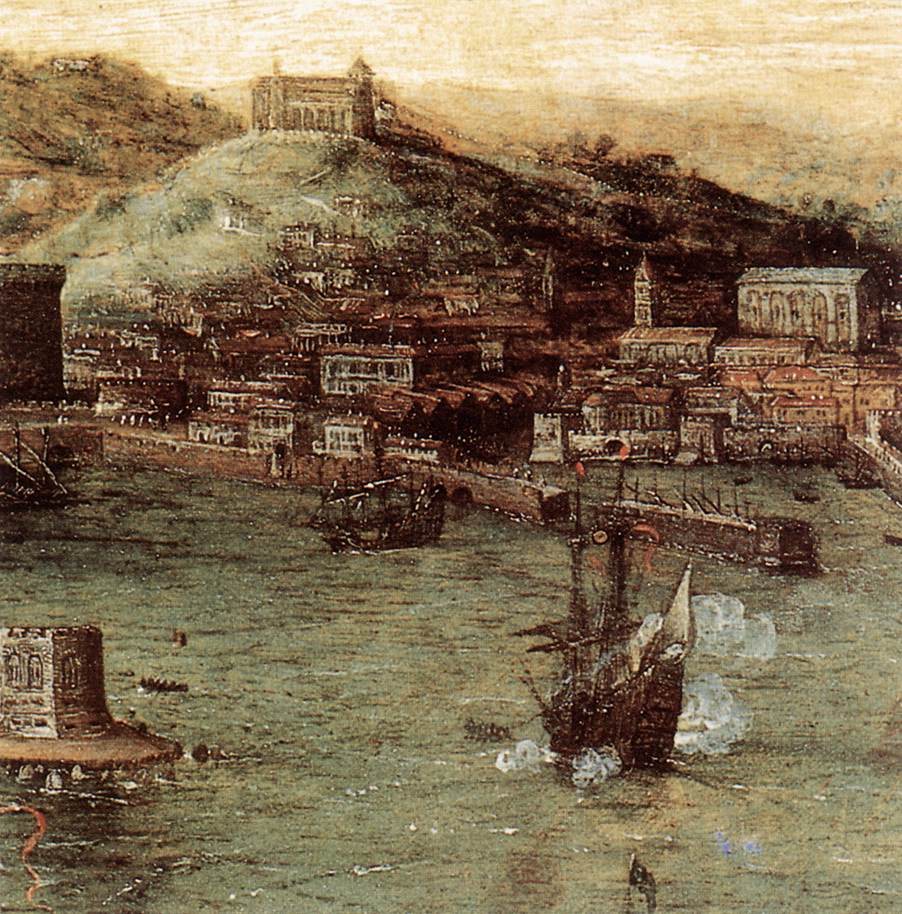
Dettaglio

La Veduta del porto di Napoli è un dipinto a olio su tavola (39,8x69,5 cm) di Pieter Bruegel il Vecchio, databile al 1556 circa e conservato nel Galleria Doria Pamphilj di Roma. 

## Storia
Dell'opera, non firmata né datata, si sa con certezza solo che si trovava nelle collezioni Doria almeno dal 1794, quando venne inventariata, forse proveniente dalla collezione di Peter Paul Rubens (1640) e prima ancora da quella del cardinale De Granvelle (1607). 
La resa realistica del porto di Napoli ha fatto ipotizzare che il lavoro derivi da disegni effettuati in loco, durante un ipotetico soggiorno verso il 1552, quando l'artista visitò l'Italia. Incerta è la datazione del dipinto, riferita però per lo più al momento del rientro nelle Fiandre verso il 1556. I velieri furono anche soggetto di una serie di incisioni degli anni 1560-1565.

## Descrizione e stile
In primo piano si svolge forse una battaglia navale, che coinvolge diverse imbarcazioni (velieri, galere e imbarcazioni a remi più piccole), tra alcuni sbuffi di fumo e poco leggibili traiettorie di palle di cannone, che rendono difficile la definizione univoca del significato. 
Lo sfondo è il golfo di Napoli e il Vesuvio, raffigurati con un orizzonte rialzato, oltre la metà del dipinto, tipico degli artisti fiamminghi, che permette di dare un respiro particolarmente ampio alla veduta. Vi si riconoscono diversi monumenti: a sinistra i resti di Castel dell'Ovo, Castel Nuovo, la perduta Torre San Vincenzo e i moli semicircolari. Quest'ultimo dettaglio è un'elaborazione fantasiosa dell'autore, poiché nelle carte topografiche dell'epoca il porto risulta di forma rettangolare: tale "addolcimento" deriva forse dalla volontà di rendere più elegante e dinamica la veduta.